# Montichelvo
Montichelvo (en valenciano y cooficialmente Montitxelvo) es un municipio de la Comunidad Valenciana, España. Perteneciente a la provincia de Valencia, en la comarca del Valle de Albaida. Cuenta con una población de 577 habitantes (INE 2024).

## Geografía
Situado en el extremo sur de la provincia de Valencia y en el límite ya con la provincia de Alicante.
El terreno es accidentado, sobre todo en el extremo meridional, en donde se dan las mayores alturas en las Peñas Blancas (Penyes Albes) (656 m s. n. m.), y que forman parte del gran anticlinal prebético formado por las sierras de Benicadell y Ador. Al oeste de la población se levanta el cerro de la Crucecita (El Tossal de la Creueta) (409 m s. n. m.). En el barranco del Molino (el Molí) se encuentra la fuente del mismo nombre. 
Desde Valencia, se accede a esta localidad a través de la A-7 para enlazar con la CV-40 y finalizar en la CV-60.

### Localidades limítrofes
El término municipal de Montichelvo limita con las localidades de 
Ayelo de Rugat, Benicolet y Terrateig, todas ellas de la provincia de Valencia y Lorcha de la provincia de Alicante.

## Historia
En 1343, Pedro el Ceremonioso donó la villa a Vidal de Vilanova, con mero y mixto imperio y jurisdicción alta y baja. Tiempo después, el señorío pasó a la familia Mercader.
Los datos más antiguos conocidos sobre demografía se remontan al siglo XVI: en 1527 contaba con 40 casas habitadas por unos 200 pobladores moriscos, que en 1609 contaban ya con 75 casas, pero el decreto de expulsión las dejó deshabitadas en casi su totalidad. En 1646, sólo habían sido repobladas 32 casas. Durante el siglo XVIII el número de habitantes aumentó considerablemente hasta llegar al medio centenar en 1794. Un siglo después, en 1900 tenía 819 habitantes.
La Baronía de Montichelvo cuya antigüedad se remonta a 1533, procede del vínculo fundado por don Miguel-Jerónimo Vives, Señor de Vergel (Valencia). Fue rehabilitada en 1903 por Antonio Mercader y Tudela. Su actual titular es Rafael Garrigues y Mercader, grande de España, marqués de Malferit y de la Vega de Valencia y barón de Cheste (Refª: Elenco de grandezas y títulos nobiliarios españoles, Ed. 2008):
- I. Miguel Jerónimo Vives, 1. barón de Montichelvo [Es 1533]
- II. Antonio de Mercader y Tudela, 7. marqués de Malferit [Es 1690], barón de Montichelvo [Es 1533, rehab 1903], b 1861 d 1934
- III. Matilde Mercader y Vallier, 15. baronesa de Montichelvo [Es 1533, succ 1951], b 1892 sive b 1895 d 1976
- IV. Pascual de Mercader y Vallier, 8. marqués de Malferit [Es 1697], b 1893
- V. María Luisa Mercader y Sánchez-Domenech, 9. marquesa de Malferit [Es 1690], b 1932 d 1997
- VI. Rafael Garrigues y Mercader [etc], 10. marqués de Malferit [Es 1690], 11. Barón de Montichelvo [Es 1533, succ 1980 m/1981 c], b 1956

El título "Barone di Montichelvo" es también un título nobiliario italiano creado por la familia Paternò Castello (Libro d'Oro della Nobilita Italiana, Edizione XXI, vol XXIV, 1995-1999, Roma, Collegio Araldico, Instituto Araldico Romano).

### Clima
Parámetros climáticos recogidos por una estación meteorológica profesional "Davis Vantage Vue".

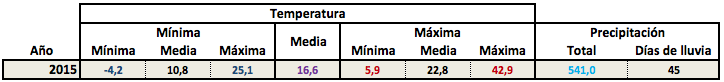

## Demografía
Montichelvo cuenta con una población de 577 habitantes (INE 2024).
| Gráfica de evolución demográfica de Montitxelvo/Montichelvo entre 1842 y 2021                                       |
| |
| Población de derecho según los censos de población del INE Población de hecho según los censos de población del INE |

## Administración y política
| Periodo   | Nombre                    | Partido         |
| --------- | ------------------------- | --------------- |
| 1979-1983 | Vicente Mahiques Climent  | Independiente   |
| 1983-1987 | Vicente Mahiques Climent  | PSPV-PSOE       |
| 1987-1991 | Vicente Mahiques Climent  | PSPV-PSOE       |
| 1991-1995 | Antonio Vicedo Escrivà    | PP              |
| 1995-1999 | Eugenio Canet Climent     | PP              |
| 1999-2003 | José Lorente Femenia      | PP              |
| 2003-2007 | Josep Miquel Climent Orts | PSPV-PSOE       |
| 2007-2011 | Josep Miquel Climent Orts | PSPV-PSOE       |
| 2011-2015 | Josep Miquel Climent Orts | PSPV-PSOE       |
| 2015-2019 | Josefina Pou Faus         | Per Montitxelvo |
| 2019-2023 | Jesús Bataller Soler      | Per Montitxelvo |

## Patrimonio

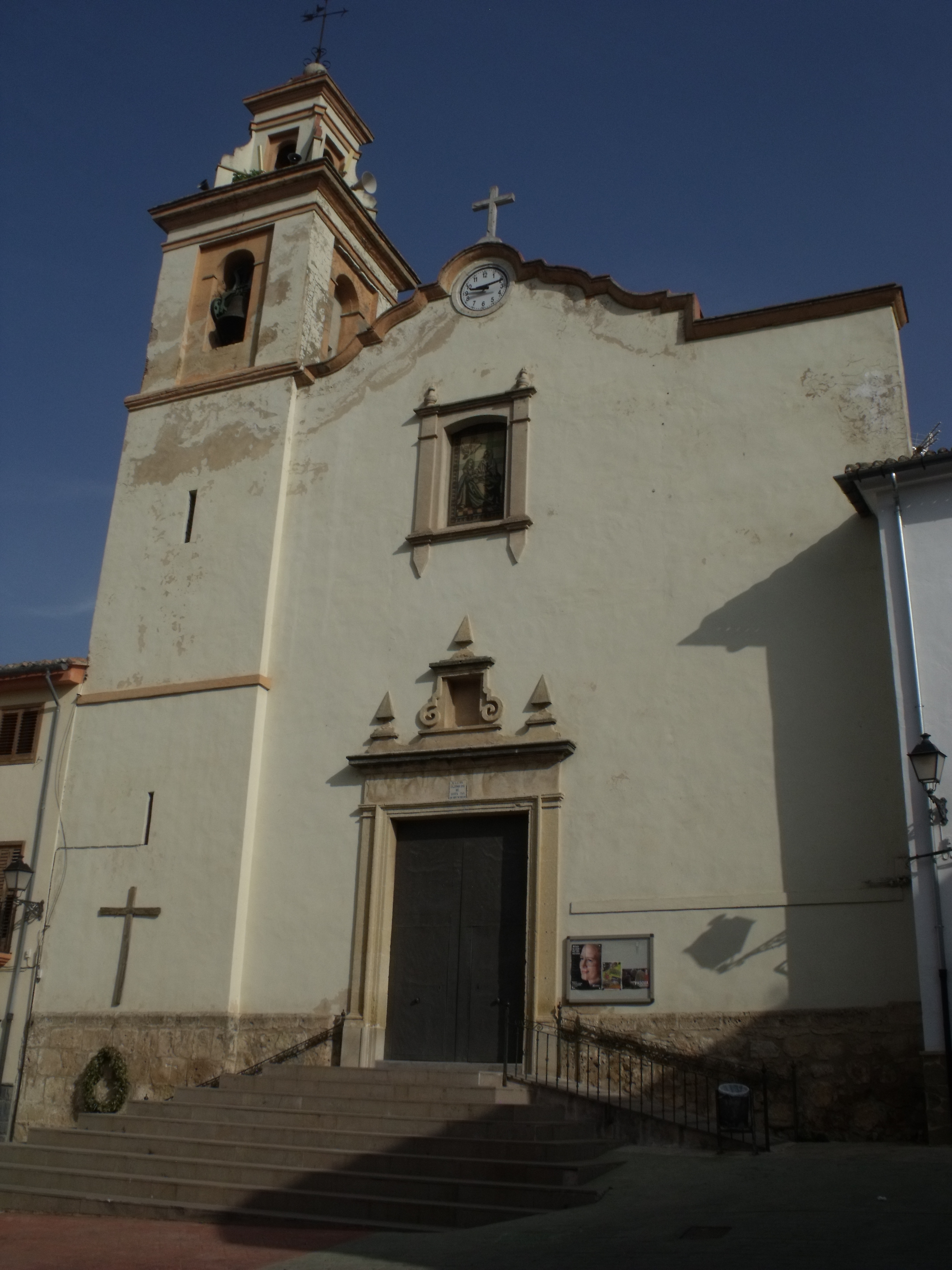
Iglesia de Santa Ana

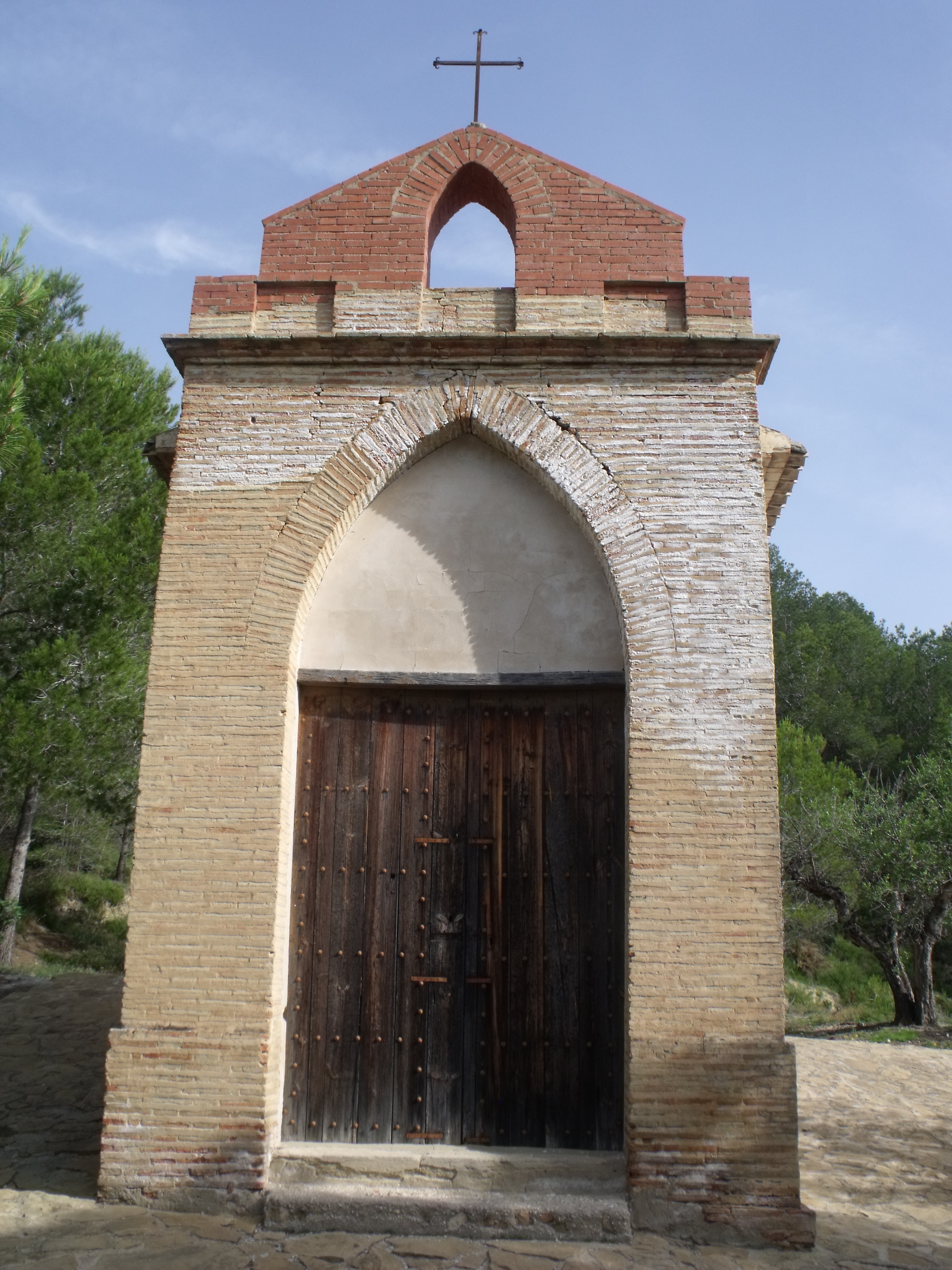
Ermita del Salvador

- Arcada del Planet. Se trata de un acueducto cuya fábrica original parece datar del siglo XV y que fue reconstruido a finales del siglo XVII o principios del siglo XVIII. Ha sido recientemente restaurado y consolidado.
- Iglesia parroquial. Tiene por titular a Santa Ana, y fue reformada en el siglo XVIII.
- Molino de Micairente. (Molí de Micairent) Posiblemente construido en el siglo XVIII cerca de un despoblado morisco.
- Ermita del Salvador. Pequeña ermita devocional construida a finales del siglo XIX.
- Balsa del Sastre (Bassa del Sastre). Magnífica obra de ingeniería hidráulica construida posiblemente a finales del siglo XVII y reconstruida en numerosas ocasiones.
- Secadero de uvas pasas de Martínez. (Riurau de Martínez) Se trata de uno de los riuraus o secadero de uvas mejor conservados de la comarca del Valle de Albaida. Construido en el siglo XIX.
- Mina de agua de Remigio. (Alcavó de Remigio).Se trata de una mina de agua. Lo más destacable de esta construcción es una bóveda triangular construida con losas planas que cubre la galería por donde mana el agua. Es una muestra de ingeniería hidráulica muy interesante. Este elemento ha sido restaurado durante el año 2007.

## Fiestas locales
- Fiestas Patronales. Celebra estas fiestas el fin de semana del primer domingo de mayo y los dos días siguientes en honor a la Inmaculada Concepción, la Virgen del Rosario, Cristo del Pérdón y Divina Aurora.